# Lapidació

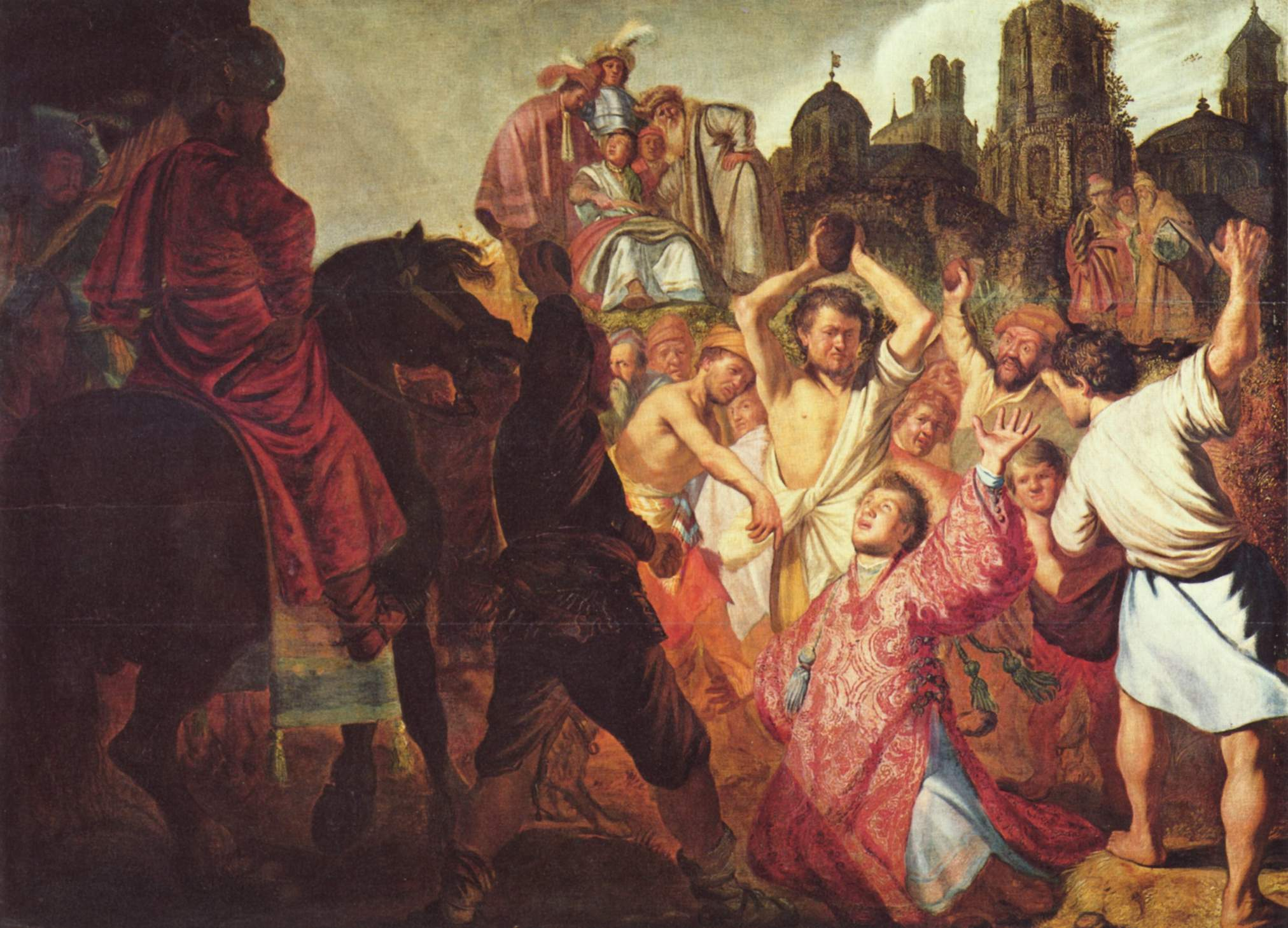
Lapidació

La lapidació és un mitjà d'execució arrelada des de l'antiguitat en la tradició jueva, consistent que els assistents llancin pedres contra el reu fins a matar-lo. Com que una persona pot suportar cops forts sense perdre el coneixement, la lapidació pot produir una mort molt lenta.
Això provoca un major sofriment en el condemnat, i per aquest motiu és una forma d'execució que es va abandonar progressivament a mesura que s'anaven reconeixent els drets humans, juntament amb mesures com la tortura.
El llibre Deuteronomi de la Bíblia, l'esmenta com a pena per al delicte d'apostasia i d'adulteri. A l'Alcorà ans al contrari, no s'esmenten les lapidacions. Però va ser aplicada ja pel segon califa de l'Islam, Úmar ibn al-Khattab, i va romandre incorporada a la jurisprudència musulmana posterior. Actualment, aquest procediment encara és vigent a l'Aràbia Saudita, el Pakistan, Sudan, l'Iran, el Iemen, els Emirats Àrabs Units, Brunei i alguns estats de Nigèria tots ells de majoria musulmana, especialment per castigar les dones que mantenen relacions sexuals il·legals. Criticat pel Parlament Europeu, el govern de Brunei ha demanat «respecte, tolerància i comprensió» per les seves «tradicions».
L'execució per lapidació sol portar-se a terme estant el reu enterrat fins al coll o lligat d'alguna manera mentre una multitud de gent hi llença pedres.